# Mayonaka no Okaruto Kōmuin
Mayonaka no Okaruto Kōmuin (真夜中のオカルト公務員?) es una serie de manga escrita e ilustrada por Yōko Tamotsu. La serie ha sido adaptada a una novela ligera por Masumi Suzuki y a una serie de anime para televisión, producida por Liden Films. La serie de anime salió al aire en abril de 2019.

## Argumento
Miyako Arata fue transferido a la división de relaciones comunitarias en Shinjuku, una agencia dedicada a cuidar en las noches la paz de cada barrio de Tokio. A pesar de la apariencia simple del lugar parecida a cualquier oficina de funcionarios del gobierno, la división se dedica a luchar contra seres sobrenaturales y resolver problemas relacionados con encuentros paranormales. Al principio Miyako no tiene conocimiento de sus poderes, con el tiempo se da cuenta de que es el único con ellos que puede comprender el idioma de los monstruos. Tras una batalla con un yōkai en un parque, Miyako se entera de que puede ser alguien importante para el mundo sobrenatural gracias a su habilidad. Junto con sus compañeros, el jefe Kyōichi Sakaki y Seo Himetsuka, obsesionado con lo oculto, enfrentarán a sus enemigos.

## Personajes
Arata Miyako (宮古 新 Miyako Arata?)
Voz por: Jun Fukuyama
Es un joven funcionario recién transferido a la división de relaciones comunitarias del barrio de Shinjuku. Su trabajo nocturno es luchar contra seres sobrenaturales para proteger a los ciudadanos, tiene el poder de entender a los monstruos.
Kyōichi Sakaki (榊 京一 Sakaki Kyōichi?)
Voz por: Tomoaki Maeno
Es el jefe de la división de relaciones comunitarias y compañero de Miyako. Es alto y lleva gafas.
Seo Himetsuka (姫塚セオ Himetsuka Seo?)
Voz por: Miyu Irino
Un investigador de apariencia andrógina y ropa femenina que está obsesionado con el ocultismo y lo sobrenatural, lleva siempre una bata de laboratorio, botas y cabello corto.
Reiji Senda (仙田礼二 Senda Reiji?)
Voz por: Kōji Yusa
Satoru Kanoichi (狩野 悟 Kanoichi Satoru?)
Voz por: Takahiro Sakurai
Huehuecóyotl (ウェウェコヨトル Wewekoyotoru?)
Voz por: Shun'ichi Toki
Es el dios de las catástrofes.
Yuki (ユキ?)
Voz por: Kazutomi Yamamoto
Un gato blanco con dos colas

## Manga
Es una serie de manga escrita e ilustrada por Yōko Tamotsu, comenzó su serialización en mayo de 2015 en la revista Gekkan Asuka, de la editorial Kadokawa Shōten. La serie también se publica en la revista en línea Comic Newtype. Una novela ligera adaptada de la historia original fue escrita por Masumi Suzuki y publicada por Kadokawa el 24 de julio de 2018.

### Lista de volúmenes
| N.º | Título       | Fecha de lanzamiento     | ISBN original          |
| --- | ------------ | ------------------------ | ---------------------- |
| 1   | «Volumen 1»  | 26 de diciembre de 2015  | ISBN 9784041036600     |
| 2   | «Volumen 2»  | 26 de enero de 2016      | ISBN 9784041036617     |
| 3   | «Volumen 3»  | 25 de junio de 2016      | ISBN 9784041045435     |
| 4   | «Volumen 4»  | 26 de noviembre de 2016  | ISBN 9784041051047     |
| 5   | «Volumen 5»  | 24 de abril de 2017      | ISBN 9784041055571     |
| 6   | «Volumen 6»  | 23 de septiembre de 2017 | ISBN 9784041060780     |
| 7   | «Volumen 7»  | 24 de febrero de 2018    | ISBN 9784041060803     |
| 8   | «Volumen 8»  | 23 de junio de 2018      | ISBN 978-4-04-107044-4 |
| 9   | «Volumen 9»  | 22 de diciembre de 2018  | ISBN 978-4-04-107597-5 |
| 10  | «Volumen 10» | 22 de marzo de 2019      | ISBN 978-4-04-108000-9 |
| 11  | «Volumen 11» | 24 de julio de 2019      | ISBN 978-4-04-108220-1 |
| 12  | «Volumen 12» | 22 de noviembre de 2019  | ISBN 978-4-04-108221-8 |

## Anime
Una serie de anime para televisión fue anunciada el 21 de junio de 2018. Dirigida por Tetsuya Watanabe y producida por Liden Films, cuenta con un guion de Tatsuto Higuchi y Eriko Itō en el diseño de los personajes. La serie salió al aire el 7 de abril de 2019 en las cadenas Tokyo MX, SUN, BS11, KBS y TV Asahi. El tema de apertura es dis-communicate, interpretado por Jun Fukuyama; el tema de cierre es Yakusoku no Overture, interpretado por Shunichi Toki. Una animación original en DVD vendrá incluida en el volumen 12 del manga, previsto para su publicación en noviembre de 2019.

### Lista de episodios
| #  | Título | Estreno             |
| -- | --- | ------------------- |
| 1  | «Tengu y ángeles en el cielo de Shinjuku» «Shinjuku Jōkū no Tengu to Tenshi» (新宿上空の天狗と天使)                       | 7 de abril de 2019  |
| 2  | «El nekomata blanco de Kagurazaka» «Kagurazaka no Shiroi Nekomata» (神楽坂の白い猫又)                                     | 14 de abril de 2019 |
| 3  | «El embaucador de los ojos ámbar» «Kohaku no Hitomi no Torikkusutā» (琥珀の瞳のトリックスター)                            | 21 de abril de 2019 |
| 4  | «Observación de un punto fijo» «Kabuki'chō no Teiten Kansoku» (歌舞伎町の定点観測)                                        | 28 de abril de 2019 |
| 5  | «El elevador a otro mundo del mirador» «Tochō Tenbō-Shitsu no Isekai Erebētā» (都庁展望室の異世界エレベーター)            | 5 de mayo de 2019   |
| 6  | «El demonio y el sentimiento de pérdida» «Akuma to Sōshitsukan» (悪魔と喪失感)                                            | 12 de mayo de 2019  |
| 7  | «Sentimiento de pérdida y certificación de desesperación» «Sōshitsukan to Zetsubō no Shōmei» (喪失感と絶望の証明)         | 19 de mayo de 2019  |
| 8  | «El viejo coyote y el jardín estrellado» «Oita Koyōte to Hoshi Furu Niwa» (老いたコヨーテと星降る庭)                      | 26 de mayo de 2019  |
| 9  | «La pesadilla de los departamentos encantados» «Yūrei Danchi no Naitomea» (幽霊団地の夢魔)                                | 2 de junio de 2019  |
| 10 | «Capullo blanco y llamas azules» «Shiroi Mayu to Aoi Honō» (白い繭と青い炎)                                               | 9 de junio de 2019  |
| 11 | «El Oído de Arena y el valor del novato» «Suna no Mimi to Shinjin no Konjō» (砂の耳と新人の根性)                          | 16 de junio de 2019 |
| 12 | «Departamento Nocturno de Relaciones Comunitarias de Shinjuku» «Shinjuku-ku Yakan Chi'iki Kōryūka» (新宿区夜間地域交流課) | 23 de junio de 2019 |